# Юречко, Василий Ильич
Василий Ильич Юречко (1910 год — 1975 год) — бригадир тракторной бригады Пригородной МТС Северо-Осетинской АССР. Герой Социалистического Труда (1948).
В 1947 году бригада трактористов Василия Юречко собрала в среднем по 50,4 центнеров зерна кукурузы с каждого гектара на участке площадью 80 гектаров. Указом Президиума Верховного Совета СССР от 20 мая 1966 года «за получение высоких урожаев пшеницы и кукурузы при выполнении колхозом обязательных поставок и натуроплаты за работу МТС в 1947 году и обеспеченности семенами зерновых культур для весеннего сева 1948 года» удостоен звания Героя Социалистического Труда с вручением ордена Ленина и золотой медали «Серп и Молот».
Скончался в 1975 году.